# Congregazione di Gesù Sacerdote
La Congregazione di Gesù Sacerdote (in latino Congregatio Iesu Sacerdotis) è un istituto religioso maschile di diritto pontificio. I membri di questa congregazione clericale, detti popolarmente Venturini, pospongono al loro nome la sigla C.G.S.

## Storia
L'istituto, detto in origine "congregazione sacerdotale dei figli del Cuore di Gesù", venne fondato a Cavarzere, in provincia di Venezia, il 7 dicembre 1926 dal sacerdote italiano Mario Venturini (1886-1957) e venne canonicamente eretto il 28 giugno 1946: successivamente l'opera venne trasferita a Trento.
La Santa Sede approvò l'istituto il 1º febbraio 1951 e poi definitivamente l'8 dicembre 1982.

## Attività e diffusione
Il fine dato dal fondatore alla congregazione è quello di "aiutare con ogni mezzo i membri del clero a vivere all'altezza della loro dignità"; i padri Venturini si dedicano alla confessione e alla direzione spirituale, alla predicazione dei ritiri e degli esercizi spirituali, all'assistenza nei seminari e alla direzione di case di cura e di riposo per sacerdoti.
Sono presenti in Italia e in Brasile; la sede generalizia è a Trento.
Al 31 dicembre 2005 la congregazione contava 9 case e 39 religiosi, 30 dei quali sacerdoti.